# Florian König

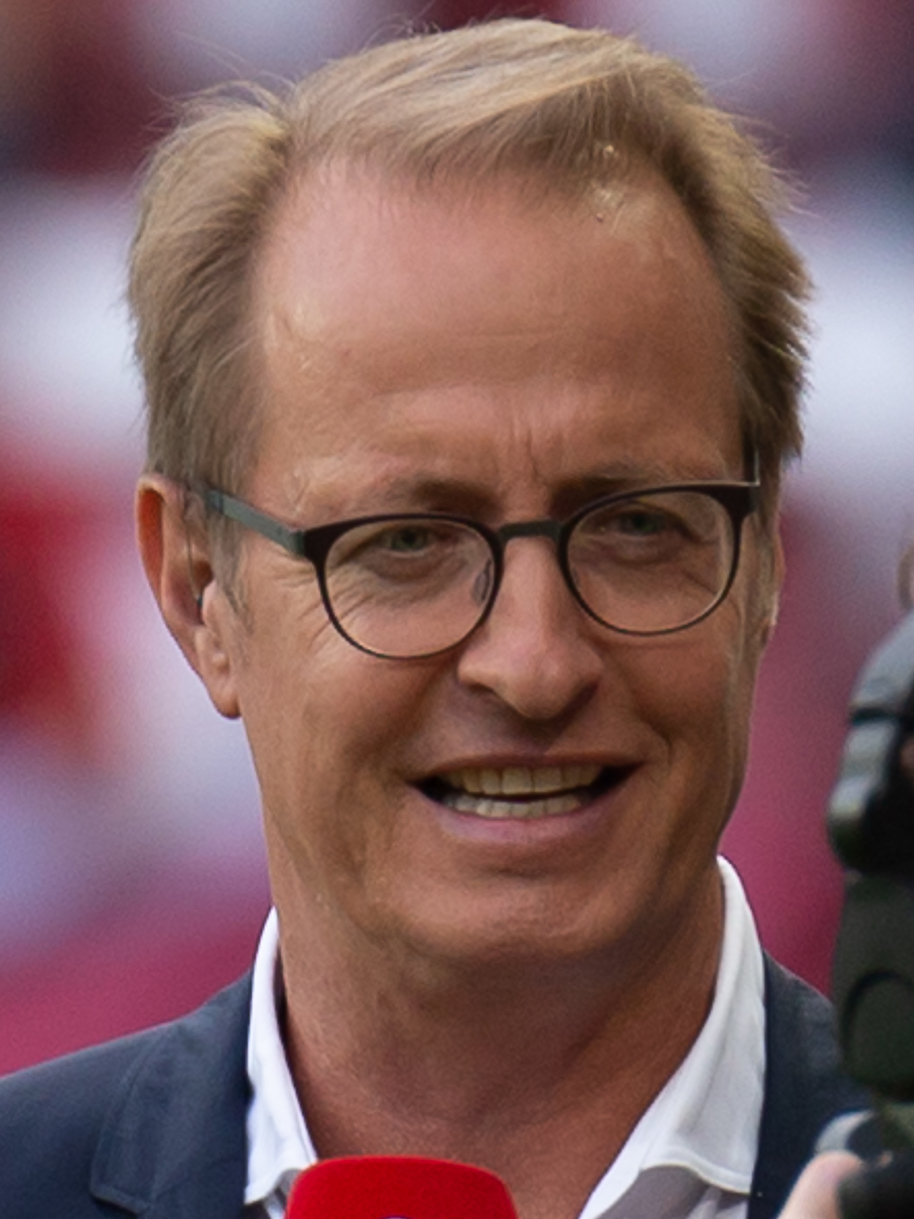
Florian König (2019)

Florian König (* 14. September 1967 in Tübingen) ist ein deutscher Moderator und Sportreporter.

## Leben und Karriere
Nach dem Abitur studierte König Sport und Publizistik (ohne Abschluss). Anschließend arbeitete er zunächst als freier Mitarbeiter beim Süddeutschen Rundfunk. In der Saison 1991/92 berichtete er für die ARD-Sportschau von der Fußball-Bundesliga. Er berichtete außerdem 1992 von den Olympischen Spielen in Barcelona und 1993 von den Leichtathletik-Weltmeisterschaften in Stuttgart.
Im August 1994 wechselte König von der ARD zu RTL. Hier übernahm er die Moderation der Formel-1-Übertragungen, häufig zusammen mit Niki Lauda. Seit 1997 moderiert er alle großen Boxkämpfe auf RTL. Außerdem vertrat er Günther Jauch bei den Skisprung-Übertragungen von RTL abseits der Vierschanzentournee. 2006 kommentierte König Spiele der Fußball-Weltmeisterschaft und die Vierschanzentournee bei RTL. Von November 2007 bis zum Ende im September 2013 moderierte er die Kocharena zusammen mit Heiko Waßer bei VOX. Seit dem 7. September 2014 moderiert König außerdem das Rahmenprogramm der EM-Qualifikationsspiele der deutschen Nationalmannschaft zusammen mit Jens Lehmann, Jürgen Klinsmann, Uli Hoeneß oder Lothar Matthäus bei RTL.
Seit dem 8. August 2021 moderiert er die Sport1-Sendung Doppelpass.

## Privates
König ist seit Mai 1997 verheiratet. Das Paar hat zwei Söhne.

## Sonstiges
Für das Ronald-McDonald-Haus der McDonald’s-Kinderhilfe in Tübingen hat er die Schirmherrschaft übernommen. König war Kommentator der Computerspiele der FIFA-Reihe und Fußball-Manager-Reihe von EA Sports von Version 2003 bis 2005. Er ist bekennender Anhänger des VfB Stuttgart.

## Auszeichnung
König erhielt den Augustus-Orden der Arbeitsgemeinschaft Trierer Karneval (ATK).